# Anja Dittmer

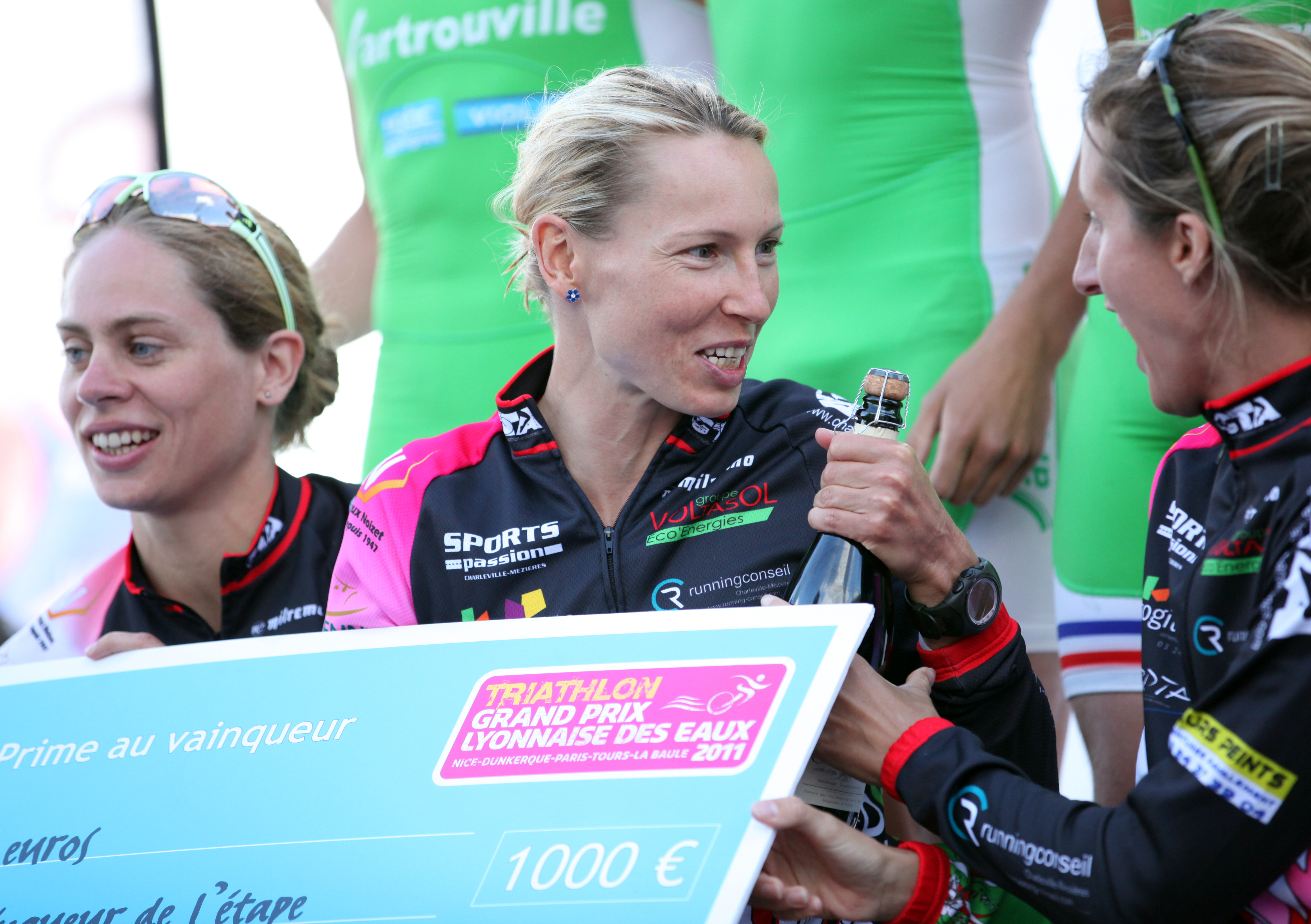
Anja Dittmer, Katrien Verstuyft, Delphine Py (Tours, 2011)

Anja Dittmer (Neubrandenburg, 22 september 1975) is een professioneel Duits triatlete uit Saarbrücken. Ze werd Europees kampioene triatlon en driemaal Duits kampioene triatlon. Ook nam ze driemaal deel aan de Olympische Spelen, maar won hierbij geen medailles.

## Biografie
Dittmer is in 1993 begonnen met triatlons. Sinds 1998 is ze professioneel triatlete. Ze deed in 2000 mee aan de Olympische Zomerspelen van Sydney. Ze behaalde een 18e plaats in een totaal tijd van 2:04.36,88. Vier jaar later behaalde ze tijdens de Olympische Spelen van Athene op de triatlon een 11e plaats in een tijd van 2:07.25.07. Ten slotte werd ze op de Olympische Spelen van 2008 in Peking 33e in 2:05.45,86.
Ze is de zus van olympisch kanovaarder Andreas Dittmer.

## Titels
- Europees kampioene triatlon op de olympische afstand: 1999
- Duits kampioene triatlon: 1995, 1998, 1999

## Prijzen
- ITU wereldbeker triatlon: 2004

## Belangrijkste prestaties

### triatlon
- 1994:  EK junioren
- 1994: 8e WK junioren in Wellington
- 1995:  EK junioren
- 1995: 9e WK junioren in Cancún - 2:16.20
- 1996: 26e EK olympische afstand in Szombathely - 2:07.21
- 1996: 6e WK olympische afstand in Cleveland - 1:53.13
- 1997: 6e WK olympische afstand in Perth - 2:01.44
- 1998: 22e EK olympische afstand in Velden - 2:09.30
- 1998: 12e WK olympische afstand in Lausanne - 2:12.09
- 1999:  EK olympische afstand in Funchal - 2:01.08
- 1999: 19e WK olympische afstand in Montreal - 1:58.15
- 2000: 5e WK olympische afstand in Perth - 1:55.46
- 2000: 18e Olympische Spelen van Sydney - 2:04.36,88
- 2002: 13e EK olympische afstand in Györ - 2:01.22
- 2002: 6e WK olympische afstand in Cancún - 2:02.44
- 2002: 6e ITU wereldbekerwedstrijd in Cancún
- 2003: DNF WK olympische afstand Nieuw-Zeeland
- 2003:  ITU wereldbekerwedstrijd in Nice
- 2003:  ITU wereldbekerwedstrijd in Hamburg
- 2003:  ITU wereldbekerwedstrijd in Tiszaujvaros
- 2004: 12e WK olympische afstand in Funchal
- 2004: 11e Olympische Spelen van Athene - 2:07.25,07
- 2004:  ITU wereldbekerwedstrijd in Hamburg
- 2004:  ITU wereldbekerwedstrijd in Tiszaujvaros
- 2006:  EK olympische afstand
- 2006: 19e WK olympische afstand in Lausanne - 2:07.35
- 2008: 33e Olympische Spelen van Peking - 2:05.45,86
- 2009: 7e ITU wereldbekerwedstrijd in Hamburg - 1:58.12
- 2009: 5e ITU wereldbekerwedstrijd in Londen - 1:54.55
- 2009: 14e ITU wereldbekerwedstrijd in Gold Coast - 2:01.09
- 2010: 10e WK sprintafstand in Lausanne - 59.45
- 2011: 12e WK sprintafstand in Lausanne - 59.20
- 2012: 23e WK sprintafstand in Stockholm - 01:02.47
- 2012: 27e WK olympische afstand - 1461p
- 2013: 41e WK sprintafstand in Hamburg - 59:49
- 2013: 54e WK olympusche afstand - 486p